# Yammie Lam
Yammie Lam, de son vrai nom Lam Kit-ying (藍潔瑛, 27 avril 1963 - 31 octobre 2018), aussi connue sous le nom de Yammie Nam, est une actrice hongkongaise très connue pour les séries télévisées The Greed of Man et Looking Back in Anger, et le film en deux parties Le Roi singe (1995).
Sa carrière est assez éphémère en raison de problèmes graves dans sa vie personnelle : 1995 et 1997, le décès soudain de ses parents, un accident de Voiture en en septembre 1998, une agression sexuelle présumée survenue en décembre 1998 (elle accuse les acteurs Eric Tsang et Alan Tang de l'avoir violé durant un tournage au début de sa carrière). Elle a souffert de dépression en avril 1999. Elle est retrouvée morte le 3 novembre 2018 en état de décomposition dans son appartement après avoir été vue vivante pour la dernière fois le 31 octobre.

## Biographie
Lam entre à l'école d'acteurs de la chaîne TVB en 1983 dans la même promotion que Margie Tsang. Elle joue dans de nombreux films et séries de TVB, devenant rapidement l'une des « cinq beautés de TVB ». Elle est alors surnommée la « plus belle de la colline aux cinq chaînes (en) ».
En 1992, Lam joue le rôle principal féminin dans une série télévisée taïwanaise. L'actrice taïwanaise Di Ying (en), qui joue également dans la même série, déteste Lam et va jusqu'à l'agresser dans le hall d'un hôtel en lui donnant un coup de pied dans le ventre et la faisant tomber. Après cela, Lam ne travaillera plus jamais avec des entreprises taïwanaises. En 2005, Di raconte cet épisode sur Lam lors d'une émission de variétés taïwanaise, la surnommant « Lam le gros coup »,,,.

### Vie privée
Elle entretient une relation avec un hongkongais appelé Tang mais celui-ci se suicide le 25 mai 1986, ce qui l'a traumatise profondément. De 1986 à 1987, elle a une relation avec Cheng Kar-shing(鄭家成), l'un des fils du milliardaire Cheng Yu-tung (en), qui finit par rompre,.
En 1995 et 1997, les parents de Lam meurent l'un après l'autre. On dit qu'elle a rompu avec son petit ami peu après. En septembre 1998, elle a un accident.En décembre 1998, on soupçonnait qu'elle avait été violée par Eric Tsang lors de la production du film de Tsang à SingapourD'avril 1999 à sa mort, elle souffrait de dépression.Sa carrière d'actrice est complètement brisée alors qu'elle n'est apparue que dans quelques feuilletons télévisés ou films.
Ruinée en 2006, Lam perçoit par la suite une allocation sociale de 3 700 HK$ par mois. En 2008, Lam est trouvée errante dans la rue en chemise de nuit et en train de fumer. La police arrive après l'appel d'un piéton et l'envoie au poste de Sheung Shui (en).
En mars 2013, Lam est baptisé dans le rite catholique à l'église Sainte-Anne de Stanley et adopte le nom chrétien Maria.

### Accusations de viol
En décembre 2013, Next Magazine (en) publie la vidéo d'un entretien avec Lam, dans lequel elle déclare avoir été violée par deux « grands frères » de l'industrie du divertissement de Hong Kong, plus de vingt ans auparavant. Elle affirme que le premier homme, qui l'a violée après avoir consommé de l'alcool, est décédé récemment et que l'autre l'a violée lors d'un tournage à Singapour après avoir obtenu la clé de sa chambre et s'étant introduit la nuit. Elle déclare que l'influence de ces hommes dans l'industrie du cinéma l'a dissuadée de signaler l'incident à la police. L'intervieweur mentionne les noms des deux hommes accusés lors de l'entretien et Lam reconnaît leur exactitude, mais les parties audio sont censurées dans la vidéo publiée par Next Magazine. On ignore si ces modifications ont été apportées par le magazine ou par l'intervieweur d'origine,. Par la suite, une source anonyme citée dans Sina News corrobore le viol présumé à Singapour et affirme que l'homme important avait annoncé à l'équipe de tournage son intention de « s'amuser » avec Lam avant d'entrer par effraction dans sa chambre.
En janvier 2018, le journaliste chinois Zhuo Wei met en ligne ce qui semble être la vidéo non censurée de l'interview de Yammie Lam, qui révèle que les violeurs présumés sont Eric Tsang et Alan Tang (décédé en 2011). Un jour plus tard, l'accusation de viol contre Eric Tsang est corroborée par Grace Han, autrefois responsable de l'agence Ford Model Management en Asie. Han prétend également qu'Eric Tsang est un prédateur sexuel en série et aurait eu connaissance d'un incident spécifique dans lequel un groupe d'hommes du cinéma mené par Tsang aurait drogué sept mannequins dans un bar karaoké de Hong Kong et en aurait violé six, tandis que l'une d'entre elles se serait enfui. Tsang nie en bloc à la fois l'authenticité de la vidéo et les accusations de Grace Han, et une semaine plus tard, il engage une action en diffamation contre Han devant la Haute Cour de Hong Kong,.
Plusieurs médias ont fait craindre que la partie audio de la vidéo de 2018 ait pu être modifiée, notant que la voix de l'intervieweur ressemblait plus à celle d'une femme dans la vidéo de 2018 et à celle d'un homme dans la vidéo de 2013. Cependant, les experts suggèrent que l'explication la plus probable est que la vidéo publiée en 2013 a été modifiée numériquement pour dissimuler l'identité de l'intervieweur et que celui-ci était en fait une femme. Ils soulignent également que la vidéo de 2018 contient des bruits de fond non supprimés, indiquant qu'il s'agit soit de la vidéo d'origine, soit d'un état de montage précédent, par rapport à la vidéo de 2013, qui comporte une suppression du bruit. Cela implique que le responsable des fuites a eu accès à la vidéo originale non modifiée et qu'il s'agit probablement de l'intervieweuse elle-même,.

### Mort
Le 3 novembre 2018, Yammie Lam est retrouvée morte dans son appartement du quartier de Stanley. La police constate que son corps est retrouvé en état de décomposition ; elle avait été vue vivante pour la dernière fois le 31 octobre.
Dans la soirée du 9 novembre, une messe de requiem est célébrée en l'honneur de Lam à l'église Sainte-Anne par le révérend Dominic Chan (en), le vicaire général du diocèse catholique de Hong Kong. Des centaines de fans viennent lui rendre hommage. Certains acteurs et actrices ayant joué avec elle dans The Greed of Man assistent à la messe. Dicky Cheung (en) lit un texte et Maggie Chan Mei-kei donne un discours. Le Père Chan déclare qu'il avait rencontré Lam cinq ans plus tôt et qu'il a beaucoup souffert d'apprendre sa mort,.
Yammie Lam est incinérée le 15 novembre 2018 et ses cendres sont enterrées au cimetière catholique de Saint-Raphaël à Cheung Sha Wan (en).

## Filmographie

### Cinéma
- 1985 : The Unwritten Law (法外情) : Annie
- 1986 : Le Sorcier du Népal (奇緣) : Ada
- 1987 : Happy Go Lucky (開心快活人) : Mina
- 1989 : They Came to Rob Hong Kong (八寶奇兵) : May
- 1991 : The Tigers (五虎將之決裂) : la femme de Wah
- 1992 : The Unleaded Love (花貨) : Mary
- 1993 : La Mariée aux cheveux blancs (白髮魔女傳) : He Ehua
- 1993 : Flirting Scholar (唐伯虎點秋香) : la femme de Tan
- 1994 : Le Roi singe 1ère partie : La boîte de Pandore (西遊記第壹佰零壹回之月光寶盒) : Chunsansiniang/démon-femme araignée
- 1994 : Le Roi singe 2ème partie : Cendrillon (西遊記大結局之仙履奇緣) : démon-femme araigné
- 1999 : Aids Heart (愛滋初體驗) : Ah Qian
- 2002 : Troublesome Night 16 (en) (陰陽路十六之回到武俠時代) : Pan Jinlian (en)

### Télévision
- 1984 : It's a Long Way Home (家有嬌妻) : Poon Ching-man
- 1984 : Rainbow Round My Shoulder (畫出彩虹) : Mak Yim-wan
- 1984 : The Return of Wong Fei Hung (寶芝林) : Au-yeung Ching-ching
- 1984 : It Takes All Kinds (超越愛情線) : Chung Suet-yi
- 1984 : The Return of Mischievous Lots (扭计雙星) : Joe
- 1984 : 城市小品 : Fong Ching-nung
- 1985 : Deadful Melody (六指琴魔) : Tam Yuet-wah
- 1986 : Heir to the Throne Is... (真命天子) : Ho Fa
- 1986 : A Taste of Bachelorhood (鑽石王老五) : Ku Tung-sam
- 1986 : Turn Around And Die (英雄故事) : Tung Man-ching
- 1986 : Next Year Next Kins (愛情寶盒) : Joanne
- 1989 : I Do I Do (花月佳期) : Monica
- 1989 : Looking Back in Anger (義不容情) : Mui Fan-fong
- 1989 : War of the Dragon (還我本色) : Yiu Shul-ching
- 1989 : The Vixen's Tale (萬家傳說) : Lau Tsz
- 1989 : Battle of the Heart (摘星的女人) : Tang Yingxin
- 1989 : The Final Combat (蓋世豪俠) : Xue Yan
- 1989 : The Mamasan (霓虹姊妹花) : Elaine
- 1990 : Lovers at the End of an Era (末代兒女情) : Ma Suxin
- 1991 : Fame or Shame(情危夜合花) : GiGi
- 1991 : Sergeant Talkie (妙探對講機) : Yu Kam-man
- 1991 : 半生緣一世情 : Li Xiuru
- 1991 : The Poor Rich Man (TVB) (橫財三千萬) : Ha Hiu-man
- 1992 : The Greed of Man (大時代) : Law Wai-ling
- 1993 : The Iron Body Guard (大刀王五) : la femme de Wang
- 1993 : The Art of Being Together (奇情小男人) : Yuan Tianlan
- 1994 : Wounded Tracks (傷城記) : Xue Ling
- 1994 : Crime and Passion (新重案傳真) : Ting Lan
- 2004 : Love In A Miracle (愛在有情天) : Sze Yu